# Нуклон
Нукло́н (англ. nucleon, нім. Nukleon n, Kernbaustein m, Kernbestandteil m) — загальна назва протона і нейтрона – частинок, з яких складається ядро атома. Мають відповідні античастинки – антипротон і антинейтрон. Протон і нейтрон розглядаються як два зарядові стани однієї частинки – нуклона.
На нуклони припадає основна частина маси атома.
Незважаючи на різницю в деяких властивостях і поведінці, нейтрони і протони, на думку фізиків, є досить схожими, щоб вважати їх членами однієї родини. Їхні маси відрізняються не більше ніж на 1 %, а спіни однакові. Крім того, між двома нейтронами чи двома протонами на малих відстанях (10–15 м і менше) діють майже однакові сили. Найістотнішою різницею між протоном і нейтроном є наявність у протона електричного заряду, якого нейтрон (звідси і його назва) не має.
Близькість мас і властивостей нейтрона й протона навела на думку характеризувати її спеціальним квантовим числом — ізотопічним спіном. Протону присвоюється ізотопічний спін 1/2, нейтрону -1/2.
Дотичні терміни
Нуклонні ізобари (англ. isobars nuclear, [isobaric nuclides]) — нукліди з однаковим масовим числом, але різні за атомними номерами. Синонім — ізобарні нукліди.
Нуклонне число (англ. nucleon number) або масове число — число нуклонів у атомному ядрі.

## Огляд
До 1960-х років нуклони вважали елементарними частинками, які не складаються з менших частинок. Тепер їх розглядають як складні частинки, що складаються з трьох кварків, пов'язаних між собою сильною взаємодією. Взаємодію між двома або більше нуклонами називають міжнуклонною взаємодією або ядерною силою, яку, зрештою, також спричиняє сильна взаємодія. (До відкриття кварків термін «сильна взаємодія» стосувався лише міжнуклонних взаємодій.)
Нуклони перебувають на межі дотику фізики елементарних частинок і ядерної фізики. Фізика елементарних частинок, зокрема квантова хромодинаміка, надає фундаментальні рівняння, які описують властивості кварків і сильної взаємодії. Ці рівняння кількісно описують, як кварки можуть зв'язуватися разом у протони та нейтрони (і решту адронів). Однак, коли кілька нуклонів складаються в атомне ядро (нуклід), ці фундаментальні рівняння стають надто складними для прямого розв'язання (див. КХД на ґратці). Натомість нукліди розглядають у рамках ядерної фізики, яка вивчає нуклони та їх взаємодію за допомогою наближень і моделей, таких як оболонкова модель ядра. Ці моделі можуть успішно описувати властивості нуклідів, наприклад, чи зазнає певний нуклід радіоактивного розпаду.
За різними класифікаціями, протон і нейтрон є одночасно ферміонами, адронами і баріонами. Протон має додатний сумарний заряд, а нейтрон — нульовий сумарний заряд; маса протона лише приблизно на 0,13 % менша, ніж маса нейтрона. Отже, їх можна розглядати як два стани одного нуклона, і вони разом утворюють ізоспіновий дублет (I = 1/2). В ізоспіновому просторі нейтрони можуть перетворюватися на протони і навпаки завдяки симетрії SU(2). На ці нуклони однаково діє сильна взаємодія, інваріантна відносно обертання в ізоспіновому просторі. Згідно з теоремою Нетер, ізоспін зберігається відносно сильної взаємодії.:129–130

### Властивості
p): 
u
u
n): 
u
d
p): 
u
u
n): 
u
d
p) має два верхні антикварки (
u) і один нижній антикварк (
d): 
u
u
d. Антинейтрон (
n) має один верхній антикварк (
u) і два нижні антикварки (
d): 
u
d
Протони і нейтрони разом відомі як нуклони, тобто як компоненти атомних ядер, але вони також існують як вільні частинки. Вільні нейтрони нестабільні, з періодом напіврозпаду приблизно 13 хвилин, але вони мають важливе застосування (див. нейтронне випромінювання та розсіювання нейтронів). Протони, не зв'язані з іншими нуклонами, але зв'язані з електроном, є ядрами атомів водню, а без зв'язку з іншими частинками зустрічаються як іони або складова космічних променів.
І протон, і нейтрон є складними частинками, тобто кожна складається з менших частинок, а саме з трьох кварків; попри колишні уявлення, жодна з них не є елементарною частинкою. Протон складається з двох верхніх кварків і одного нижнього кварка, тоді як нейтрон має один верхній кварк і два нижніх кварки. Кварки утримує разом сильна взаємодія або, що еквівалентно, глюони, які є носіями сильної взаємодії на рівні кварків.
Верхній кварк має електричний заряд ++2/3 e, а нижній кварк — заряд −+1/3 e, тому сумарні електричні заряди протона і нейтрона дорівнюють +e і 0 відповідно. Отже, нейтрон має заряд 0 (нуль), тобто, є електрично нейтральним; від цього й походить його назва.
Маси протона і нейтрона майже однакові: маса протона становить {\displaystyle 1,6726\cdot 10^{-27}} кг ({\displaystyle 938,27}), а нейтрона — {\displaystyle 1,6749\cdot 10^{-27}} ({\displaystyle 939,57} МеВ/c2); нейтрон приблизно на 0,13 % важчий. Близькість мас можна приблизно пояснити невеликою різницею в масах верхніх і нижніх кварків, з яких утворено нуклони. Проте детальний опис залишається нерозв'язаною проблемою фізики елементарних частинок.:135–136
Спін нуклона дорівнює 1/2, тобто, вони є ферміонами і, як і електрони, підпадають під дію принципу виключення Паулі: не більше ніж один нуклон, наприклад, в атомному ядрі, може займати той самий квантовий стан.
Ізоспінове та спінове квантові числа нуклона мають по два стани, що дає чотири комбінації. Альфа-частинка складається з чотирьох нуклонів, які займають усі чотири комбінації, а саме, вона має два протони (з протилежними спінами) і два нейтрони (також із протилежними спінами), і її загальний спін ядра дорівнює нулю. У більших ядрах складові нуклони, за принципом Паулі, змушені мати відносний рух, що робить внесок у спін ядра через орбітальне квантове число. Вони утворюють ядерні оболонки, подібні до відомих із хімії електронних оболонок.
Як протон, так і нейтрон мають магнітні моменти, хоча магнітні моменти нуклонів є аномальними і, на момент відкриття в 1930-х роках стали несподіванкою. Магнітний момент протона {\displaystyle \mu _{p}=2,79\mu _{N}}, тоді як, якби протон був елементарною частинкою Дірака, він мав би мати магнітний момент {\displaystyle 1,0\mu _{N}}. Тут одиницею магнітного моменту є ядерний магнетон, позначений {\displaystyle \mu _{N}}, одиниця вимірювання для атомного масштабу. Магнітний момент нейтрона {\displaystyle \mu _{n}=-1,91{\mu _{N}}}, тоді як через відсутність електричного заряду, він не повинен мати магнітного моменту. Величина магнітного моменту нейтрона від'ємна, оскільки напрямок моменту протилежний до напрямку спіну нейтрона. Магнітні моменти нуклонів виникають через їх кваркову підструктуру. Магнітний момент протона використовується для сканування в ЯМР/МРТ.

### Стабільність
Нейтрон у вільному стані нестабільний з періодом напіврозпаду близько десяти хвилин. Він зазнає
β−
-розпаду і перетворюється на протон із випусканням електрона та електронного антинейтрино. Ця реакція може відбуватися тому, що маса нейтрона трохи більша, ніж маса протона. (Див. статтю «Нейтрон», щоб дізнатися більше про розпад нейтрона.) Протон вважають стабільним або, принаймні, його час життя занадто довгий, щоб його виміряти. Це важлива дискусія у фізиці елементарних частинок (див. Розпад протона).
З іншого боку, всередині ядра об'єднані нуклони можуть бути стабільними або нестабільними, залежно від нукліда. Усередині деяких нуклідів нейтрон може перетворюватися на протон (з утворенням інших частинок), як описано вище; всередині інших нуклідів протон може перетворитися на нейтрон (з утворенням інших частинок) через
β+
-розпад або захоплення електрона. А всередині ще інших нуклідів і протони, і нейтрони стабільні.

### Антинуклони
Обидва нуклони мають відповідні античастинки: антипротон і антинейтрон, які мають таку саму масу і протилежний заряд, що й протон і нейтрон відповідно, і так само взаємодіють. (Зазвичай вважають, що це цілком точно через CPT-симетрію. Якщо ж різниця є, то вона занадто мала, щоб виміряти її в усіх нинішніх експериментах.) Зокрема, антинуклони можуть зв'язуватися в «антиядро». Наразі вчені створили ядра антидейтерію і антигелію-3.

## Таблиця властивостей

### Нуклони
| Назва частинки | Позначення  | Кварковий склад | Маса[a]                                    | I3    | JP   | Q    | Магнітний момент (μN) | Середній час життя | Зазвичай розпадається на |
| -------------- | ----------- | --------------- | ------------------------------------------ | ----- | ---- | ---- | --------------------- | ------------------ | ------------------------ |
| протон         | p / p+ / N+ | u u d           | 938.272013(23) MeB/c2 1.00727646677(10) Da | +1/2  | 1/2+ | +1 e | 2.792847356(23)       | стабільний[b]      | не спостерігається       |
| нейтрон        | n / n0 / N0 | u d             | 939.565346(23) MeB/c2 1.00866491597(43) Da | −+1/2 | 1/2+ | 0 e  | −1.91304273(45)       | 885.7(8) с[c]      | p + e− + ν e             |
| антипротон     | p / p / N   | u d             | 938.272013(23) MeB/c2 1.00727646677(10) Da | −+1/2 | 1/2+ | −1 e | −2.793(6)             | стабільний[b]      | не спостерігається       |
| антинейтрон    | n / n0 / N0 | u d             | 939.485(51) MeB/c2 1.00866491597(43) Da    | +1/2  | 1/2+ | 0 e  | ?                     | 885.7(8) с[c]      | p + e+ + ν e             |

↑  Маси протона і нейтрона значно точніше відомі в дальтонах (Da), ніж у МеВ/c2 завдяки способу їх визначення. Використано коефіцієнт перерахунку 1 Da = 931.494028(23).
↑  Принаймні 1035 років. Див. Розпад протона.
↑  Для вільних нейтронів; у більшості звичайних ядер нейтрони стабільні.
Маси їхніх античастинок вважають такими самими, і наразі жодним експериментом це не спростовано. Поточні експерименти показують, що будь-яка відносна різниця між масами протона та антипротона має бути меншою від 2×10−9, а різниця між масами нейтрона та антинейтрона має бути порядку (9±6)×10−5 MeB/c2.
| Тест             | Формула | Результат PDG   |
| ---------------- | --- | --------------- |
| Маса             | {\displaystyle {\frac {\|m_{\rm {p}}-m_{\bar {\rm {p}}}\|}{m_{\rm {p}}}}}                                                                                      | < 2×10−9        |
| Питомий заряд    | {\displaystyle {\frac {\left\|{\frac {q_{\bar {\rm {p}}}}{m_{\bar {\rm {p}}}}}\right\|}{\left({\frac {q_{\rm {p}}}{m_{\rm {p}}}}\right)}}}                     | 0.99999991(9)   |
| Питомий заряд    | {\displaystyle {\frac {\left\|{\frac {q_{\bar {\rm {p}}}}{m_{\bar {\rm {p}}}}}\right\|-{\frac {q_{\rm {p}}}{m_{\rm {p}}}}}{\frac {q_{\rm {p}}}{m_{\rm {p}}}}}} | (−9±9)×10−11    |
| Заряд            | {\displaystyle {\frac {\left\|q_{\rm {p}}+q_{\bar {\rm {p}}}\right\|}{e}}}                                                                                     | < 2×10−9        |
| Заряд            | {\displaystyle {\frac {\left\|q_{\rm {p}}+q_{\rm {e}}\right\|}{e}}}                                                                                            | < 1×10−21       |
| Магнітний момент | {\displaystyle {\frac {\left\|\mu _{\rm {p}}+\mu _{\bar {p}}\right\|}{\mu _{\rm {p}}}}}                                                                        | (−0.1±2.1)×10−3 |

### Нуклонні резонанси
Нуклонні резонанси — це збуджені стани нуклонних частинок, які часто відповідають одному з кварків, що має обернений спіновий стан або інший орбітальний кутовий момент, коли частинка розпадається. До таблиці включено лише резонанси з 3- або 4-зірковим рейтингом у PDG. Через надзвичайно короткий час життя багато властивостей цих частинок все ще досліджуються.
Позначення подається у вигляді N(m) LIJ, де m — приблизна маса частинки, L — орбітальний кутовий момент (у спектроскопічній нотації) пари нуклон-мезон, що утворюється при її розпаді, I і J — ізоспін і повний кутовий момент частинки відповідно. Оскільки нуклони визначаються як такі, що мають ізоспін 1/2, перше число завжди буде 1, а друге — непарним. При обговоренні нуклонних резонансів іноді N опускають, а порядок змінюють — LIJ (m); наприклад, протон можна позначити як «N(939) S11» або «S11 (939)».
У таблиці наведено лише основний резонанс; кожен окремий запис представляє 4 баріони: 2 частинки нуклонного резонансу та їх 2 античастинки. Кожен резонанс існує у формі з додатним електричним зарядом (Q) із кварковим складом
u
u
d, як протон, і нейтральній формі з кварковим складом
u
d
d, як нейтрон, а також відповідні античастинки з антикварковим складом
u
u
d і
u
d
d відповідно. Оскільки вони не містять дивних, чарівних, b- чи t-кварків, ці частинки не мають дивності тощо.
У таблиці наведено лише резонанси з ізоспіном =1/2 Про резонанси з ізоспіном =3/2 див. статтю про дельта-баріони.
| Позначення                    | JP   | Середня маса за PDG (MeV/c2) | Повна ширина (MeV/c2) | Положення полюса (дійсна частина) | Положення полюса (−2 × уявна частина) | Переважні розпади (Γi/Γ > 50 %) |
| ----------------------------- | ---- | ---------------------------- | --------------------- | --------------------------------- | ------------------------------------- | ------------------------------- |
| N(939) P11 †                  | 1/2+ | 939                          | †                     | †                                 | †                                     | †                               |
| N(1440) P11 (резонанс Ропера) | 1/2+ | 1440 (1420—1470)             | 300 (200—450)         | 1365 (1350—1380)                  | 190 (160—220)                         | N + π                           |
| N(1520) D13                   | 3/2− | 1520 (1515—1525)             | 115 (100—125)         | 1510 (1505—1515)                  | 110 (105—120)                         | N + π                           |
| N(1535) S11                   | 1/2− | 1535 (1525—1545)             | 150 (125—175)         | 1510 (1490—1530)                  | 170 (90–250)                          | N + π or N + η                  |
| N(1650) S11                   | 1/2− | 1650 (1645—1670)             | 165 (145—185)         | 1665 (1640—1670)                  | 165 (150—180)                         | N + π                           |
| N(1675) D15                   | 5/2− | 1675 (1670—1680)             | 150 (135—165)         | 1660 (1655—1665)                  | 135 (125—150)                         | N + π + π або Δ + π             |
| N(1680) F15                   | 5/2+ | 1685 (1680—1690)             | 130 (120—140)         | 1675 (1665—1680)                  | 120 (110—135)                         | N + π                           |
| N(1700) D13                   | 3/2− | 1700 (1650—1750)             | 100 (50–150)          | 1680 (1630—1730)                  | 100 (50–150)                          | N + π + π                       |
| N(1710) P11                   | 1/2+ | 1710 (1680—1740)             | 100 (50–250)          | 1720 (1670—1770)                  | 230 (80–380)                          | N + π + π                       |
| N(1720) P13                   | 3/2+ | 1720 (1700—1750)             | 200 (150—300)         | 1675 (1660—1690)                  | 115–275                               | N + π + π або N + ρ             |
| N(2190) G17                   | 7/2− | 2190 (2100—2200)             | 500 (300—700)         | 2075 (2050—2100)                  | 450 (400—520)                         | N + π (10—20%)                  |
| N(2220) H19                   | 9/2+ | 2250 (2200—2300)             | 400 (350—500)         | 2170 (2130—2200)                  | 480 (400—560)                         | N + π (10—20%)                  |
| N(2250) G19                   | 9/2− | 2250 (2200—2350)             | 500 (230—800)         | 2200 (2150—2250)                  | 450 (350—550)                         | N + π (5—15%)                   |

† Нуклон P11(939) являє собою збуджений стан звичайного протона або нейтрона. Така частинка може бути стабільною в атомному ядрі, наприклад, у літію-6.

## Класифікація кваркової моделі
У кварковій моделі з ароматом SU(2) два нуклони є частиною дублета основного стану. Протон має вміст кварків uud, а нейтрон udd . В ароматі SU(3) вони є частиною октету основного стану (8) баріонів зі спіном -1/2, відомого як Восьмистий шлях. Іншими членами цього октету є дивний ізотриплет гіперонів
Σ+
,
Σ0
,
Σ−
,
Λ і дивний ізодублет
Ξ0
,
Ξ−
. Можна розширити цей мультиплет у ароматі SU(4) (зі включенням чарівного кварка) до 20-плету основного стану або до аромату SU(6) (зі включенням t- та b-кварків) до 56-плетe основного станe.
Стаття про ізоспін місить явний вираз для хвильових функцій нуклона в термінах власних станів аромату кварка.

## Моделі
1. ↑  Коефіцієнти отримують підсумовуванням зарядів компонентів: ΣQ = 2/3 + 2/3 + (−+1/3) = 3/3 = +1 для протона, і ΣQ = 2/3 + (−+1/3) + (−+1/3) = 0/3 = 0 для нейтрона.

Хоча відомо, що нуклон складається з трьох кварків, станом на  2006 рік, невідомо, як розв'язати рівняння руху для квантової хромодинаміки. Таким чином, дослідження низькоенергетичних властивостей нуклона проводяться за допомогою моделей. Єдиний доступний підхід із перших принципів — це спроба розв'язати рівняння КХД чисельно, використовуючи КХД на ґратці. Для цього потрібні складні алгоритми та дуже потужні суперкомп'ютери. Однак існує також кілька аналітичних моделей:

### Модель скірміонів
Скірміон моделює нуклон як топологічний солітон у нелінійному полі піонів SU(2). Топологічна стабільність скірміона трактується як збереження баріонного числа, тобто нерозпад нуклона. Локальний топологічний індекс контуру ототожнюється з локальною баріонною густиною нуклона. З векторним полем піонного ізоспіну, орієнтованим у формі простору їжака, модель є легко розв'язною, і тому її іноді називають їжаковою моделлю. Їжакова модель здатна передбачати низькоенергетичні параметри, такі як маса нуклона, радіус і осьова стала зв'язку, приблизно до 30 % від експериментальних значень.

### Мішкова модель МТІ
Мішкова модель МТІ обмежує кварки та глюони, що взаємодіють через квантову хромодинаміку, до області простору, визначеної балансуванням тиску, який чинять кварки та глюони проти гіпотетичного тиску, який чинить вакуум на всі колірні квантові поля. Найпростіше наближення до моделі обмежує три невзаємодіючі кварки сферичною порожниною з крайовою умовою, що на межі кварковий векторний струм дорівнює нулю. Розгляд кварків без взаємодії виправдовується зверненням до ідеї асимптотичної свободи, тоді як умова жорсткої межі виправдовується конфайнментом кварків.
Математично модель трохи нагадує модель радіолокаційного резонатора, де розв'язками рівняння Дірака замінено розв'язки рівнянь Максвелла, а гранична умова вектора зникомого струму відповідає провідним металевим стінкам радіолокаційного резонатора. Якщо радіус мішка дорівнює радіусу нуклона, мішкова модель передбачає масу нуклона, відмінну від фактичної маси в межах 30 %.
Хоча базова мішкова модель не забезпечує взаємодії, опосередкованої піонами, вона чудово описує нуклон-нуклонні сили через s-канальний механізм 6 кваркового мішка з використанням P-матриці.

### Хіральна мішкова модель
Дуже цікаво, що відсутня частина топологічного індекса контуру (баріонного числа) отвору, пробитого в скірміоні, точно компенсується ненульовим вакуумним очікуваним значенням (або спектральною асиметрією) кваркових полів усередині мішка. Станом на  2017 рік, цей дивовижний компроміс між топологією та спектром оператора не має жодного підґрунтя чи пояснення в математичній теорії гільбертових просторів та їх зв'язку з геометрією.
Відомі кілька інших властивостей хірального мішка: він забезпечує кращу відповідність властивостям нуклонів з низькою енергією в межах 5–10 %, і вони майже повністю не залежать від радіуса хірального мішка, якщо радіус менший ніж радіус нуклона. Цю незалежність від радіуса називають принципом Чеширського кота, маючи на увазі те, як Чеширський кіт Льюїса Керролла перетворювався лише на посмішку. Очікується, що першопринципний розв'язок рівнянь КХД продемонструє подібну двоїстість кварк-мезонного опису.

### У списках частинок
1. 1 2 3  Particle listings — 
p [Архівовано 2017-01-27 у Wayback Machine.].
2. 1 2  Particle listings — 
n [Архівовано 2018-10-03 у Wayback Machine.].
3. ↑  Particle listings — Note on N and Delta Resonances [Архівовано 2021-03-27 у Wayback Machine.].
4. ↑  Particle listings — N(1440) [Архівовано 2021-03-30 у Wayback Machine.].
5. ↑  Particle listings — N(1520) [Архівовано 2021-03-29 у Wayback Machine.].
6. ↑  Particle listings — N(1535) [Архівовано 2021-03-29 у Wayback Machine.].
7. ↑  Particle listings — N(1650) [Архівовано 2021-03-30 у Wayback Machine.].
8. ↑  Particle listings — N(1675) [Архівовано 2021-03-28 у Wayback Machine.].
9. ↑  Particle listings — N(1680) [Архівовано 2021-03-29 у Wayback Machine.].
10. ↑  Particle listings — N(1700) [Архівовано 2021-03-28 у Wayback Machine.].
11. ↑  Particle listings — N(1710) [Архівовано 2021-03-28 у Wayback Machine.].
12. ↑  Particle listings — N(1720) [Архівовано 2021-03-30 у Wayback Machine.].
13. ↑  Particle listings — N(2190) [Архівовано 2021-03-29 у Wayback Machine.].
14. ↑  Particle listings — N(2220) [Архівовано 2021-03-29 у Wayback Machine.].
15. ↑  Particle listings — N(2250) [Архівовано 2021-03-29 у Wayback Machine.].